# Roccia viva

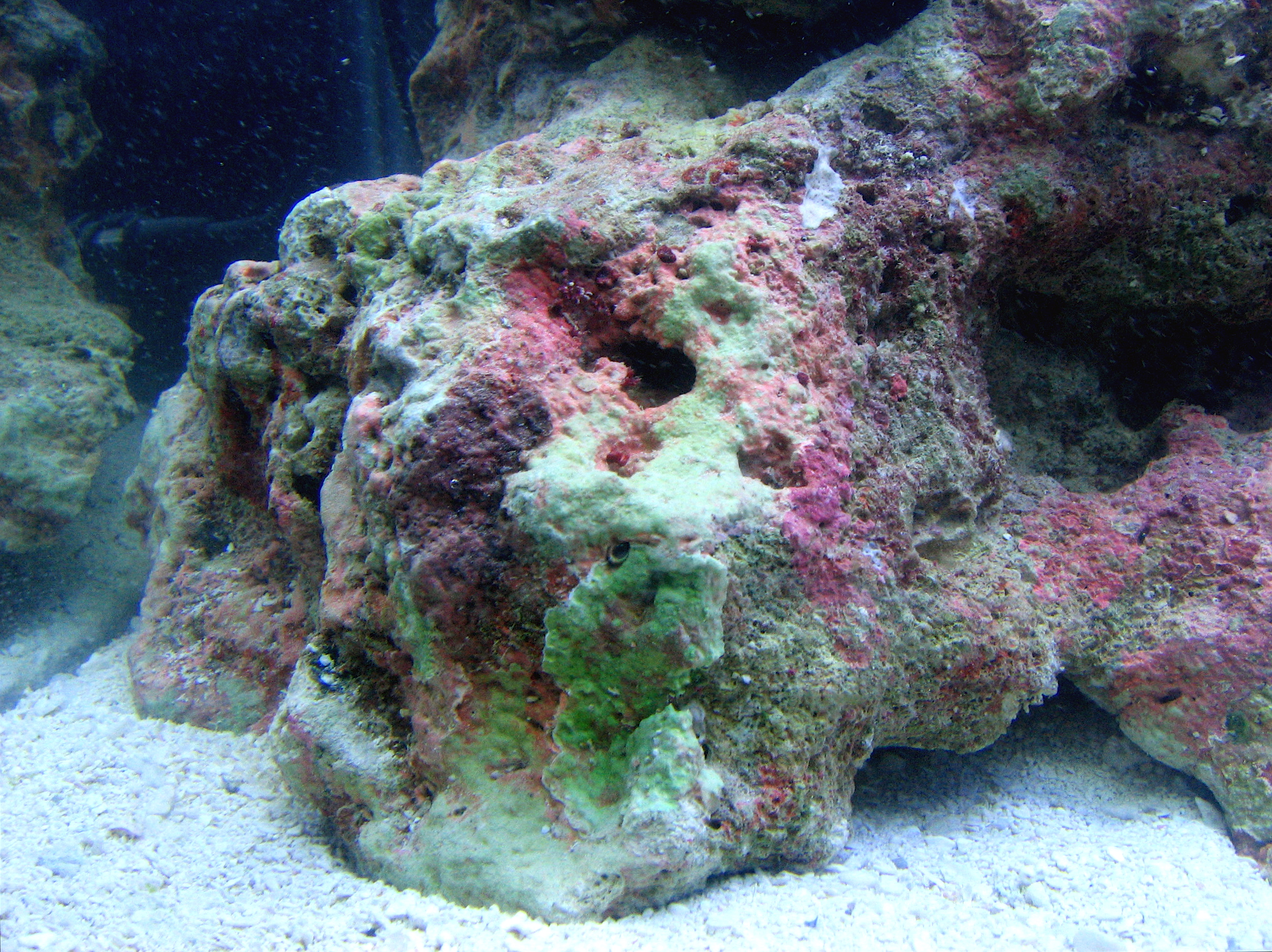
roccia viva in acquario

La roccia viva è il fondamento di un moderno acquario di barriera. Si tratta di roccia calcarea, prelevata direttamente dal mare, colonizzata da un'enorme quantità di microfauna. Spesso è incrostata di alghe calcaree e ricca di batteri per svolgere nell'acquario il ciclo dell'azoto.

## Origine della roccia viva

### Roccia viva naturale
La roccia viva naturale viene raccolta in molte delle isole dell'Oceano Pacifico: di norma sono frammenti di barriera corallina strappati dalle mareggiate; si tratta quindi perlopiù di pezzi dello scheletro calcareo dei coralli dell'ordine delle scleractinie, o anche di Heliopora sp..
Con gli anni, questi scheletri vengono colonizzati da centinaia, se non migliaia, di specie diverse di poriferi, ascidie, policheti, molluschi, echinodermi, decapodi, alghe, batteri e altre specie. Normalmente si trovano anche giovani colonie di tutti i tipi di corallo.

### Roccia viva coltivata
Grosse quantità di roccia calcarea vengono scaricate in mare e lasciate maturare per alcuni anni, durante i quali vengono colonizzate da una discreta quantità di flora e fauna marina.
La roccia coltivata ha alcuni svantaggi rispetto a quella naturale. Innanzitutto è molto più densa e pesante per evitare che gli uragani distruggano le coltivazioni. La maggiore compattezza implica una minor porosità, che comporta una superficie utile alla colonizzazione nettamente inferiore.
Inoltre la limitata permanenza in mare non consente lo stabilirsi di una biodiversità paragonabile a quella delle rocce coralline naturali. Il vantaggio della roccia coltivata è, almeno per gli statunitensi, che il breve viaggio per la consegna dal luogo di raccolta al rivenditore o all'acquariofilo, permette la sopravvivenza della maggior parte della vita presente sulle rocce.

## Raccolta della roccia viva
In alcuni arcipelaghi del Pacifico la raccolta di roccia viva è il principale business. Le rocce sono raccolte a mano e trasportate in stabilimenti locali per un primo processo di pulizia.
Le rocce vive appena raccolte di solito vengono ripulite dal grosso delle alghe e delle spugne, dato che durante il trasporto morirebbero. Vengono quindi rimosse per evitare che, morendo, rilascino troppe sostanze tossiche che ucciderebbero tutto il resto della vita presente nella roccia. Vengono spesso rimossi anche eventuali animali indesiderabili in un acquario, come ad esempio i gamberi predatori, grossi vermi o altro.

## Utilizzo negli acquari
Le rocce vive sono di fondamentale importanza in un acquario Berlinese. In esse risiedono piccoli organismi che, se in vasca trovano le condizioni adeguate, si possono sviluppare e moltiplicare. Ma queste rocce sono in grado di apportare altri vantaggi oltre ad arricchire la vasca di barriera con una vastità di specie: esse offrono, infatti, un ambiente perfetto a quei batteri di cui abbiamo bisogno per la trasformazione dello ione ammonio, e in una relazione naturale tra specie amanti dell’ossigeno (aerobiche) e altre che invece lo evitano (anaerobiche). Al centro di un blocco poroso di roccia viva, dove non arriva l’acqua marina ricca di ossigeno, alcuni batteri espletano il loro metabolismo in un ambiente povero di ossigeno, e il risultato dei loro processi metabolici è la decomposizione dei nitrati. La roccia viva funge quindi da perfetto filtro biologico, che non solo decompone lo ione ammonio presente nell’acqua dell’acquario trasformandolo in prodotti intermedi, ma decompone ulteriormente e in maniera considerevole anche questi prodotti intermedi, mantenendo stabile la qualità dell'acquario.